# Renilla koellikeri
Espèce
Renilla koellikeri est une espèce de cnidaires, au sein de l'ordre des Pennatules et dans la famille des Renillidae.